# Leksikon-gramatika
Leksikon-gramatika predstavlja metodu i praktičan način formalnog opisivanja jezika. Za njenog začetnika uzima se Moris Gros koji je pravljenjem leksikon-gramatike za francuski počeo da se bavi šezdesetih godina.
Teorijska osnova na kojoj se zasniva leksikon-gramatika je distribucionalizam Zeliga S. Harisa, posebno pojam transformacije. Kovencije za obeležavanje gramatičkih informacija napravljene su s namerom da budu što jednostavnije i transparentnije. Metodologija leksikon-gramatike potiče od eksperimentalnih nauka. U njima je naglasak stavljen na prikupljanje činjenica na račun realnosti jezičke upotrebe, i to sa kvantitativne (sistematičan opis leksike)i kvalitativne tačke gledišta (metodološke predostrožnosti). Leksikon-gramatika postavlja i zahtev za formalizacijom. Rezultati opisa moraju biti dovoljno formalizovani da bi lingvisti-informatičari mogli da pristupe automatskoj obradi jezika, pre svega pomoću sintaksičkih parsera. U formalnom modelu leksikon-gramatike rezultati opisa su dati u obliku tabela zvanih tablice ili matrice, u kojima se leksička jedinica ukršta sa sintaksičko-sematičkim svojstvima. Dobijeni rezultati su osnova sintaksičko-semantičkih informacija.

## Teorijska osnova
Teorijska osnova na kojoj se zasniva leksikon-gramatika je distribucionalizam Zeliga S. Harisa, posebno pojam transformacije u značenju Zeliga Harisa. Moris Gros je bio učenik Zeliga Harisa. Kovencije za obeležavanje gramatičkih informacija napravljene su s namerom da budu što jednostavnije i što transparentnije. Ovaj zahtev potiče od Zeliga Harisa, čija je teorija okrenuta prema neposrednom, za razliku od generativne gramatike koja se bavi apstraktnim strukturama, kao što su dubinska struktura i površinska struktura.

## Prikupljanje činjenica
Metodologija leksikon-gramatike potiče od eksperimentalnih nauka. Ona stavlja naglasak na prikupljanje činjenica na račun konkretne jezičke upotrebe, i to sa kvantitativne i kvalitativne tačke gledišta.
Kvantitativno : leksikon-gramatika podrazumeva sistematičnan opis leksike. Kako je ovo posao velikih razmera, ostvariv samo uz pomoć ekipa, a ne pojedinačnih stručnjaka. Ispitivanje isključivo opštih pravila sintakse, nezavisno od leksičkog materijala na koji se primenjuju, pokazalo se kao nedovoljno dobro. U tome leži razlika u odnosu na generativnu gramatiku, koja svoje težište ima na opštosti.
Kvantitativno : niz metodoloških predostrožnosti primenjuje se kako bi se obezbedila dobra obnovljivost zapažanja, i pre svega kako bi se sprečio rizik od veštačkog konstruisanja primera. Jedna od predostrožnosti ogleda se u prihvatanju elementarne rečenice kao minimalne jedinice značenja, budući da reč dobija precizno značenje tek u kontekstu. Štaviše, ubacivanjem reči u rečenicu, dobija se prednost manipulisanja nizom pogodnim za ocenjivanje kao prihvatljivog ili neprihvatljivog. Po ovu cenu se sintaksičko-sematnička svojstva mogu smatrati definisanim s dovoljno preciznosti, da bi imalo smisla porediti ih sa čitavim leksikonom. Ove predostrožnosti su se razvijale srazmerno potrebama i pojavom novih tehničkih sredstava. Tako su s početkom devedesetih saradnici na leksikon-gramatici mogli sve lakše da dobiju pomoć primera potvrđenih na korpusu. Ova nova predostrožnost je samo dodata na prethodne, čineći leksikon-gramatiku metodom koja se istovremeno i oslanja na lingvističku introspekciju i lingvistički korpus, kao što je predlagao i Čarls Filmor. Les projets américains FrameNet et VerbNet ukazujući time na relativnu bliskost sa ciljevima leksikon-gramatike.

## Formalizacija
Leksikon-gramatika takođe postavlja i zahtev za formalizacijom. Rezultati opisa moraju biti dovoljno formalizovani kako bi omogućili:
- verifikaciju pri poređenju sa realnom upotrebom,
- primenu automatske obrade jezika, pre svega pomoću sintaksičkih parsera od strane informatičara.[6][7]

Ovaj zahtev za formalizacijom manifestuje se kroz usvajanje posebnog informatičkog modela sintakse i semantike. Tako je i prihvatljivost modelirana kao binarno svojstvo: za potrebe deskripcije, jedna rečenica može biti smatrana za prihvatljivu ili neprihvatljivu, kao i u generativnoj gramatici i to s istim razlogom. Isto tako, leksička dvosmislenost se predstavlja pažljivim razdvajanjem reči od ukupnog broja leksičkih unosaka, koji se razlikuju jednako kao i dva leksička unoska morfološki različitih reči (na primer, različita značenja reči manquer imaće različite leksičke unoske). Sintaksičko-semantička svojstva leksičkih unosaka (na primer strukture rečenica u kojima se dati glagol može pojaviti, ili distribucija subjekta) formiraju listu koja se sistematično sučeljavaju sa svim leksičkim unoscima. Oni su obeleženi dosta neformalno obleženi kao {\displaystyle N_{0}\,V\,N_{1}\,W\,=\,N_{1}\,V\,W}, što predstavlja transformaciju dve rečenične strukture (ili sintaksičke konstrukcije) bitne za jedan leksički unosak. Pojam leksičkog unoska se na taj način ne meša sa pojmom sintaksičke konstrukcije. Zato se i izbegava termin "supkategorizacioni okvir", koji se često koristi u kontekstu modela po kojima su ova dva pojma u odnosu bijekcije. U okviru leksikon-gramatike odluke o klasifikaciji ("supkategorizaciji") leksičkog unoska baziraju se apriori na celokupnosti sintaksičkih konstrukcija formiranih od datog leksičkog unoska, a ne na osnovu jedne konstrukcije ("okvira"). Najzad, usvajaju se samo ona svojstva za koja je moguće pronaći proceduru koja će omogućiti da se odredi dovoljno pouzdan način da se odredi da li je dati lingvistički unosak poseduje ili ne. Takva procedura se određuje eksperimentalno tako što se na proširenom vokabularu testira obnovljivost sudova. Svojstva se tako modeliraju binarno a ne kao kontinuumi.
U skladu sa ovim formalnim modelom, suština opisa jednog jezika sastoji se u specifikovanju svojstava leksičkih jedinica. Rezultati opisa tako prirodno uzimaju oblik tabela s duplim unosom, zvanih tablice ili matrice, u kojima se leksički unosci ukrštaju sa sintaksičko-semantičkim svojstvima.
Opis strukture rečenica stavlja u igru identifikaciju svih argumenata karakterističnih za svaki od glagolskih unosaka; pre svega se primenjuju principi za razlikovanje argumenata (subjekata i objekata ili dopuna) od odredbi.

## Rezultati
Rezultati koje je desetina lingvista u toku desetak godina dobila primenom navedenih metodoloških principa čine bazu sintaksičko-semantičkih informacija za automatsku obradu jezika|. O kvalitetu ove baze možemo suditi uzimajući u obzir: 
- njen obim, meren brojem unosaka,
- bogatstvo jezičkih fenomena koje uzima u obzir, mereno brojem svojstava
- i njen stepen formalizacije.

Za francuski jezik postoji preko 75.000 unosaka ; manje ili više iscrpni opisi, koji uvek prate isti model, postoje i za desetinu drugih jezika, pri čemu su italijanski jezik, portugalski jezik, grčki jezik i korejski jezik najreprezentativniji, le portugalski jezik, le grčki jezik et le korejski jezik.
Rad na predikatskim imenicama bio je završen i objavljen pod okriljem leksikon-gramatike u toku sedamdesetih, a rad na ustaljenim izrazima u toku osamdesetih.
Pojam predikatske imenice potiče iz radova Zeliga Harisa. Zasnovan je na ideji da ako, na primer, glagol proučavati analiziramo kao predikat u rečenici Luka proučava pomračenja Sunca, prirodno je analizirati imenicu proučavanje (ili nisku vršiti proučavanje)
kao predikat u rečenici
Luka vrši proučavanje pomračenja Sunca.
U ovom slučaju, data imenica je izražena predikativno. Glagol koji joj prethodi, ovde vršiti kvalifikuje se kao glagol podrške.
Ova ideja je primenjivana sistematično u okviru leksikon-gramatike počevši od sedamdesetih.
Saradnici na leksikon-gramatici govore o ustaljenim izrazima kada izraz (na primer stati na ludi kamen) ima specifična svojstva (ovde, svoje značenje) koje opravdava unošenje istog kao jednog od leksičkih unosaka, iako se sastoji iz više elemenata (stati, na, ludi i kamen) koji, na ovaj ili onaj način, mogu biti smatrani rečima.
Sistematičan opis ovih izraza je započet u okviru leksikon-gramatike od osamdesetih.

## Kumulativnost
Iskustvo je pokazalo da nekoliko pojedinaca ili ekipa može doći do istih rezultata. Ova obnovljivost osigurava kumulativnost opisa. Ovaj rezultat je od ključnog značaja za automatsku obradu jezika u budućnosti: količina podataka koji treba da budu sakupljeni i predstavljeni u okviru koherentnog modela je tolika da brojne ekipe za istraživanje i razvoj moraju da sarađuju i moraju da da spoje svoje rezultate tako da se suštinski delovi gramatike i leksike ne moraju iznova pisati za svaki jezik. Ovaj zahtev je još uvek daleko od jednostavnog rešenja, budući da nema puno primera gramatika značajnog obima koje nisu delo pojedinačnih stručnjaka.

### Spoljašnje veze
- Visualisation de tables de lexique-grammaire (praćeno Jezičkim podacima, Leksikon-gramatikom).(језик: француски)

### Bibliografija
- Boons, Jean-Paul ; Alain Guillet ; Christian Leclère. 1976. La structure des phrases simples en français. Constructions intransitives, Genève : Droz.(језик: француски)
- Guillet, Alain ; Christian Leclère. 1992. La structure des phrases simples en français. Constructions transitives locatives, Genève : Droz.(језик: француски)
- Gross, Maurice. 1994. Constructing Lexicon-grammars, in Computational Approaches to the Lexicon, Atkins and Zampolli (eds.), Oxford University Press, pp. 213-263.(језик: француски)